# Le Breuil (Marne)
Le Breuil ist eine französische Gemeinde mit 377 Einwohnern (Stand 1. Januar 2022) im Département Marne in der Region Grand Est (vor 2016 Champagne-Ardenne). Sie gehört zum Arrondissement Épernay und zum Kanton Dormans-Paysages de Champagne.

## Geographie
Le Breuil liegt rund 38 Kilometer südwestlich von Reims. Nachbargemeinden von Le Breuil sind Vallées-en-Champagne im Norden und Westen, Igny-Comblizy im Nordosten, La Ville-sous-Orbais im Osten und Südosten sowie Verdon im Süden und Südwesten.

## Bevölkerungsentwicklung
| Jahr                       | 1962 | 1968 | 1975 | 1982 | 1990 | 1999 | 2006 | 2011 | 2018 |
| -------------------------- | ---- | ---- | ---- | ---- | ---- | ---- | ---- | ---- | ---- |
| Einwohner                  | 364  | 351  | 312  | 284  | 327  | 341  | 341  | 416  | 382  |
| Quellen: Cassini und INSEE |      |      |      |      |      |      |      |      |      |

## Sehenswürdigkeiten

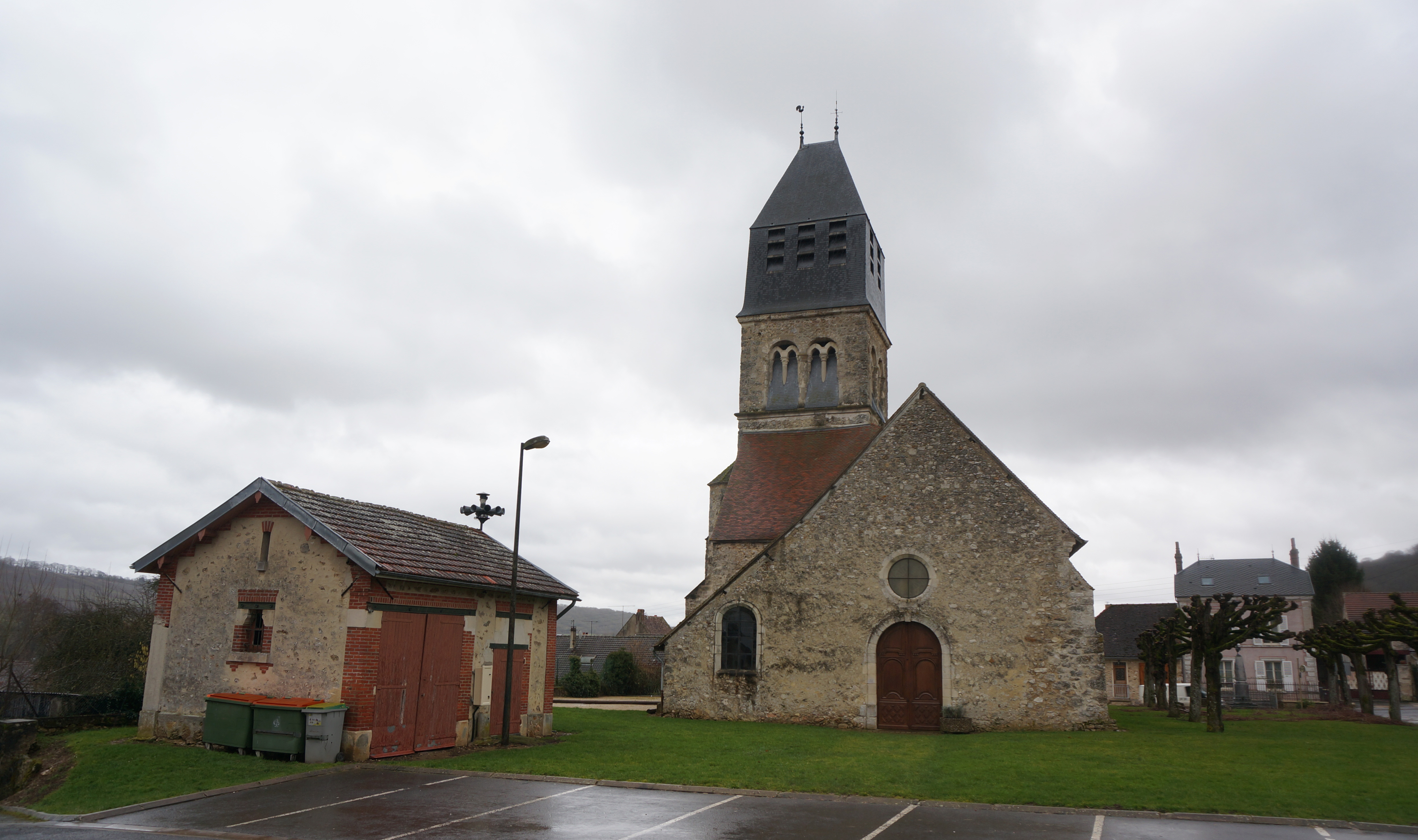
Kirche Saint-Martin

- Kirche Saint-Martin, seit 1986 Monument historique